# تحليلات
التحليلات هي اكتشاف وتفسير وإبلاغ أنماط ذات معنى في البيانات. كما يستلزم تطبيق أنماط البيانات نحو اتخاذ القرارات الفعالة. بمعنى آخر، يمكن فهم التحليلات على أنها النسيج الضام بين البيانات واتخاذ القرارات الفعالة داخل المنظمة. تعتبر التحليلات ذات قيمة خاصة في المناطق الغنية بالمعلومات المسجلة، تعتمد على التطبيق المتزامن للإحصاءات وبرمجة الكمبيوتر وبحوث العمليات لتحديد الأداء.
يجوز للمؤسسات تطبيق التحليلات على بيانات الأعمال لوصف أداء الأعمال والتنبؤ به وتحسينه. على وجه التحديد، تشمل مجالات التحليلات التحليلات التنبؤية، التحليلات الإرشادية، إدارة قرار المؤسسة، التحليلات الوصفية، التحليلات المعرفية، تحليلات البيانات الكبيرة، تحليلات البيع بالتجزئة، تحليلات سلسلة التوريد، تشكيلة المتاجر وتحسين وحدة تخزين الأوراق المالية، تحسين التسويق وتصميم نماذج المزيج التسويقي، الويب تحليلات، تحليلات الاتصال، تحليلات الكلام، تحجيم قوة المبيعات وتحسينها، نمذجة الأسعار والترويج، العلوم التنبؤية، تحليل مخاطر الائتمان، وتحليلات الاحتيال. نظرًا لأن التحليلات قد تتطلب حسابًا موسعًا (انظر البيانات الكبيرة)، فإن الخوارزميات والبرامج المستخدمة في التحليلات تستخدم أحدث الأساليب في علوم الكمبيوتر والإحصاء والرياضيات.

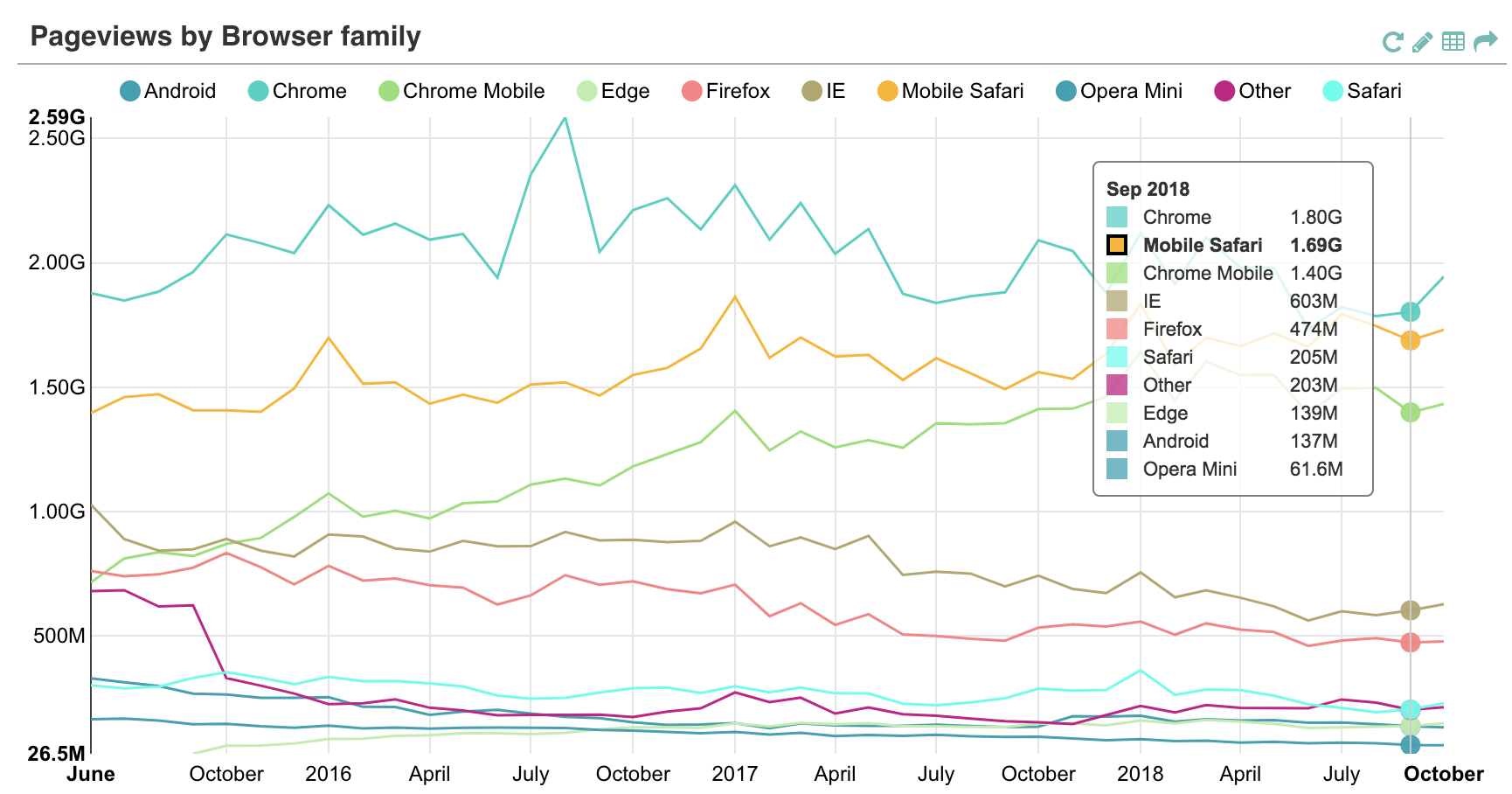
تحليل حركة المرور الإنجليزية ويكيبيديا نفسها

يركز التحليل على فهم الماضي؛ ماذا حدث ولماذا حدث. يركز تحليل البيانات على سبب حدوثه وما سيحدث بعد ذلك.
تحليلات البيانات هي حقل متعدد التخصصات. هناك استخدام مكثف لمهارات الكمبيوتر والرياضيات والإحصاء واستخدام التقنيات الوصفية والنماذج التنبؤية لاكتساب معرفة قيمة من البيانات أثناء تحليل البيانات. . يتم استخدام الرؤى من البيانات للتوصية باتخاذ إجراء أو لتوجيه عملية اتخاذ القرار المتجذرة في سياق الأعمال. وبالتالي، لا تهتم التحليلات كثيرًا بالتحليلات الفردية أو خطوات التحليل، ولكن بالمنهجية بأكملها. هناك ميل واضح لاستخدام المصطلح «تحليلات» في إعدادات الأعمال، مثل تحليلات النص مقابل التنقيب عن النص الأكثر عمومية للتأكيد على هذا المنظور الأوسع. هناك استخدام متزايد لمصطلح التحليلات المتقدمة ، يستخدم عادة لوصف الجوانب الفنية للتحليلات، خاصة في المجالات الناشئة مثل استخدام تقنيات التعلم الآلي مثل الشبكات العصبية، شجرة القرار، الانحدار اللوجستي، الخطي لتحليل الانحدار المتعدد، التصنيف للقيام بنمذجة تنبؤية. كما يتضمن أيضًا تقنيات التعلم غير الخاضعة للرقابة مثل التحليل العنقودي وتحليل المكونات الرئيسية وتحليل التشكيل الجانبي للجزء وتحليل الارتباط.

## تطبيقات

### تحسين التسويق
لقد تطور التسويق من عملية إبداعية إلى عملية تعتمد على البيانات بدرجة كبيرة. تستخدم منظمات التسويق التحليلات لتحديد نتائج الحملات أو الجهود ولتوجيه القرارات الخاصة بالاستثمار واستهداف المستهلك. تتيح الدراسات الديموغرافية وتقسيم العملاء والتحليل الموحد وغيرها من التقنيات للمسوقين استخدام كميات كبيرة من بيانات شراء المستهلكين والمسح ولوحة المعلومات لفهم استراتيجية التسويق وتوصيلها.
تتكون تحليلات التسويق من كل من البيانات النوعية والكمية والمنظمة وغير المنظمة المستخدمة لدفع القرارات الاستراتيجية فيما يتعلق بالنتائج التجارية والإيرادات. تتضمن العملية النمذجة التنبؤية والتجريب التسويقي والأتمتة واتصالات المبيعات في الوقت الفعلي. تمكن البيانات الشركات من وضع تنبؤات وتغيير التنفيذ الإستراتيجي لتعظيم نتائج الأداء.
تحليلات الويب تتيح المسوقين لجمع المعلومات على مستوى جلسة حول التفاعلات على موقع على شبكة الإنترنت باستخدام عملية تسمى sessionization . يُعد Google Analytics مثالًا على أداة التحليلات المجانية الشائعة التي يستخدمها المسوقون لهذا الغرض. تزود هذه التفاعلات أنظمة معلومات تحليلات الويب بالمعلومات اللازمة لتتبع المرجع، والبحث عن الكلمات الرئيسية، وتحديد عنوان IP ، وتتبع أنشطة الزائر. من خلال هذه المعلومات، يمكن للمسوق تحسين حملات التسويق والمحتوى الإبداعي للموقع وبنية المعلومات.
وجد العديد من الطرق المختلفة لجمع البيانات؛ بحيث يعتمد جمع البيانات على نوع البحث الذي يُجريه الفرد، ويُمكن الاستعانة بواحدة أو أكثر من الطرق التالية: الملاحظات؛ وهي تعتمد على مراقبة شيء أو شخص ما، أو المقابلات التي تعتمد على التحدّث مع الناس ومقابلتهم،[2] ويتضمن تحليل البيانات: استخراج البيانات، وتحليل النصوص، وذكاء الأعمال (بالإنجليزية: business intelligence)‏ وأخذ التصوّر العام عن البيانات.

### تحليلات الناس
يستخدم People Analytics البيانات السلوكية لفهم كيفية عمل الأشخاص وتغيير كيفية إدارة الشركات.
يُعرف تحليلات الأشخاص أيضًا باسم تحليلات القوى العاملة، وتحليلات الموارد البشرية، وتحليلات المواهب، ورؤى الأشخاص، ورؤى المواهب، ورؤى الزملاء، وتحليلات رأس المال البشري، وتحليلات HRIS. تحليلات الموارد البشرية هي تطبيق التحليلات لمساعدة الشركات على إدارة الموارد البشرية. والهدف من ذلك هو التمييز بين الموظفين الذين يجب توظيفهم، والمكافأة أو الترقية، وما هي المسؤوليات التي يجب تعيينها، ومشاكل الموارد البشرية المماثلة. أصبحت تحليلات الموارد البشرية ذات أهمية متزايدة لفهم نوع ملفات السلوك التي ستنجح وستفشل. على سبيل المثال، قد يجد التحليل أن الأفراد الذين يلائمون نوعًا معينًا من الملف الشخصي هم الأكثر احتمالًا للنجاح في دور معين، مما يجعلهم أفضل الموظفين الذين يتم توظيفهم.
ومع ذلك، هناك اختلافات أساسية بين تحليلات الأشخاص وتحليلات الموارد البشرية. يقول Ben Waber ، MIT Media Lab Ph.D.: «يحل People Analytics مشاكل العمل. يحل HR Analytics مشاكل الموارد البشرية. ينظر People Analytics إلى العمل ومنظمته الاجتماعية. يقيس HR Analytics ويدمج البيانات المتعلقة بالعمليات الإدارية للموارد البشرية». والرئيس التنفيذي لشركة هومانيزي. يوافق Josh Bersin ، مؤسس ومدير شركة Bersin من شركة Deloitte ، على أن تحليلات الأشخاص هي صناعة أكبر من HR Analytics ، موضحة «... بمرور الوقت، أعتقد أنها لا تنتمي إلى HR. في حين أنها قد تتواجد في HR لـ بادئ ذي بدء، على مر الزمن هذا الفريق يأخذ مسؤولة عن تحليل الإنتاجية مبيعات، والدوران، والاحتفاظ، والحوادث، والغش، وحتى الناس التي تدفع المحافظة على العملاء ورضا العملاء... هذه كلها مشاكل العمل في العالم الحقيقي، وليس مشاكل HR.» 

### تحليلات المحفظة
تطبيق شائع لتحليلات الأعمال هو تحليل المحفظة. في هذا، لدى البنك أو وكالة الإقراض مجموعة من الحسابات تختلف قيمتها ومخاطرها. قد تختلف الحسابات حسب الحالة الاجتماعية (الأثرياء، الطبقة الوسطى، الفقراء، إلخ) للمالك، والموقع الجغرافي، وقيمته الصافية، والعديد من العوامل الأخرى. يجب على المقرض موازنة العائد على القرض مع خطر التخلف عن كل قرض. والسؤال هو كيف يمكن تقييم الحافظة ككل.
قد يكون القرض الأقل خطورة للأثرياء، ولكن هناك عدد محدود للغاية من الأثرياء. من ناحية أخرى، هناك العديد من الفقراء الذين يمكن إقراضهم، ولكنهم معرضون لخطر أكبر. يجب تحقيق بعض التوازن الذي يزيد من العائد ويقلل المخاطر. قد يجمع حل التحليلات بين تحليل السلاسل الزمنية والعديد من القضايا الأخرى من أجل اتخاذ قرارات بشأن وقت إقراض الأموال لمختلف قطاعات المقترض، أو قرارات بشأن سعر الفائدة الذي يتحمله أعضاء شريحة المحفظة لتغطية أي خسائر بين الأعضاء في هذا القطاع .

### تحليلات المخاطر
تم تطوير النماذج التنبؤية في القطاع المصرفي لتحقيق اليقين في درجات المخاطر للعملاء الأفراد. يتم إنشاء درجات الائتمان للتنبؤ بسلوك جنوح الأفراد وتستخدم على نطاق واسع لتقييم الجدارة الائتمانية لكل مقدم طلب. علاوة على ذلك، يتم إجراء تحليلات المخاطر في العالم العلمي وقطاع التأمين. كما أنه يستخدم على نطاق واسع في المؤسسات المالية مثل شركات بوابة الدفع عبر الإنترنت لتحليل ما إذا كانت المعاملة حقيقية أو احتيالية. لهذا الغرض، يستخدمون سجل معاملات العميل. يستخدم هذا بشكل أكثر شيوعًا في شراء بطاقة الائتمان، عندما يكون هناك ارتفاع مفاجئ في حجم معاملات العميل، يتلقى العميل مكالمة تأكيد إذا بدأ المعاملة من قِبله. هذا يساعد في تقليل الخسارة بسبب مثل هذه الظروف.

### التحليلات الرقمية
التحليلات الرقمية هي مجموعة من الأنشطة التجارية والتقنية التي تحدد أو تنشئ أو تجمع أو تتحقق أو تحول البيانات الرقمية إلى تقارير، والبحث، والتحليلات، والتوصيات، والتحسينات، والتنبؤات، والأتمتة. يشمل ذلك أيضًا تحسين محركات البحث (SEO) (محرك البحث الأمثل) حيث يتم تتبع البحث عن الكلمات الرئيسية واستخدام البيانات لأغراض التسويق. حتى إعلانات البانر والنقرات تخضع للتحليلات الرقمية. يعتمد عدد متزايد من العلامات التجارية وشركات التسويق على التحليلات الرقمية في مهام التسويق الرقمي، حيث يعد MROI (تسويق العائد على الاستثمار) مؤشرا هاما للأداء (KPI).

### تحليلات الأمن
تشير تحليلات الأمان إلى تكنولوجيا المعلومات (IT) لجمع وتحليل الأحداث الأمنية لفهم وتحليل الأحداث التي تشكل أكبر خطر. المنتجات في هذا المجال معلومات الأمان وإدارة الأحداث وتحليلات سلوك المستخدم.

### تحليلات البرمجيات
تحليلات البرامج هي عملية جمع معلومات حول الطريقة التي يتم بها إنتاج قطعة من البرامج وإنتاجها.

## التحديات
في صناعة برمجيات التحليلات التجارية، ظهر تركيز على حل تحديات تحليل مجموعات البيانات الضخمة والمعقدة، غالبًا عندما تكون هذه البيانات في حالة تغيير مستمر. يشار إلى مجموعات البيانات هذه عادةً بالبيانات الكبيرة. في حين أن المشكلات التي تطرحها البيانات الضخمة لم يتم العثور عليها إلا في الأوساط العلمية، فإن البيانات الكبيرة اليوم تمثل مشكلة للعديد من الشركات التي تعمل على أنظمة المعاملات عبر الإنترنت، ونتيجة لذلك، تجمع كميات كبيرة من البيانات بسرعة.
يمثل تحليل أنواع البيانات غير المهيكلة تحديا آخر في الحصول على الاهتمام في هذه الصناعة. البيانات غير المهيكلة تختلف عن البيانات المهيكلة في أن شكلها يختلف على نطاق واسع ولا يمكن تخزينه في قواعد البيانات العلائقية التقليدية دون بذل جهد كبير في تحويل البيانات. مصادر البيانات غير المهيكلة، مثل البريد الإلكتروني، ومحتويات مستندات معالج النصوص، وملفات PDF ، والبيانات الجغرافية المكانية، وما إلى ذلك، مصدرًا ذا صلة بذكاء الأعمال للشركات والحكومات والجامعات. على سبيل المثال، في بريطانيا، فإن اكتشاف أن إحدى الشركات كانت تبيع ملاحظات الطبيب المخادع بشكل غير قانوني من أجل مساعدة الناس في الاحتيال على أصحاب العمل وشركات التأمين،  هي فرصة لشركات التأمين لزيادة اليقظة في تحليل البيانات غير المهيكلة. يقدر معهد ماكينزي العالمي أن تحليل البيانات الضخمة يمكن أن يوفر نظام الرعاية الصحية الأمريكي 300 مليار دولار سنويًا والقطاع العام الأوروبي 250 مليار يورو.
هذه التحديات هي الإلهام الحالي للكثير من الابتكار في أنظمة معلومات التحليلات الحديثة، وتولد مفاهيم تحليل الماكينات الجديدة نسبيًا مثل معالجة الأحداث المعقدة، والبحث والتحليل الكامل للنص، وحتى الأفكار الجديدة في العرض التقديمي. أحد هذه الابتكارات هو إدخال هندسة تشبه الشبكة في تحليل الماكينات، مما يسمح بزيادة في سرعة المعالجة المتوازية بشكل كبير عن طريق توزيع عبء العمل على العديد من أجهزة الكمبيوتر مع وصول متساوٍ إلى مجموعة البيانات الكاملة.
يستخدم Analytics بشكل متزايد في التعليم، خاصة على مستوى المكاتب والمكاتب الحكومية. ومع ذلك، فإن تعقيد مقاييس أداء الطالب يمثل تحديات عندما يحاول المعلمون فهم واستخدام التحليلات لتمييز الأنماط في أداء الطالب، والتنبؤ باحتمال التخرج، وتحسين فرص نجاح الطالب، وما إلى ذلك. على سبيل المثال، في دراسة تشمل المناطق المعروفة باستخدامها القوي للبيانات، واجه 48٪ من المعلمين صعوبة في طرح الأسئلة التي تطرحها البيانات، و 36٪ لم يفهموا البيانات المقدمة، و 52٪ قاموا بتفسير البيانات بشكل غير صحيح. لمكافحة هذا، تلتزم بعض أدوات التحليل الخاصة بالمعلمين بتنسيق بيانات دون وصفة طبية (تضمين الملصقات والوثائق التكميلية ونظام المساعدة ، واتخاذ قرارات بشأن الحزمة / العرض والمحتوى) لتحسين فهم المعلمين واستخدام التحليلات التي يتم عرضها.
أحد التحديات الناشئة هو الاحتياجات التنظيمية الديناميكية. على سبيل المثال ، في الصناعة المصرفية ، من المرجح أن تجعل بازل 3 واحتياجات كفاية رأس المال في المستقبل البنوك الأصغر تبني نماذج المخاطر الداخلية. في مثل هذه الحالات، والحوسبة السحابية والمفتوحة المصدر البرمجة اللغوية R يمكن أن تساعد البنوك الصغيرة اعتماد تحليل المخاطر ومراقبة مستوى فرع الدعم من خلال تطبيق التحليلات التنبؤية.

## المخاطر
الخطر الرئيسي بالنسبة للأشخاص هو التمييز مثل التمييز في الأسعار أو التمييز الإحصائي. راجع مراجعة كتاب Scientific American من «أسلحة تدمير الرياضيات»
هناك أيضًا خطر أن يستفيد المطور من الأفكار أو العمل الذي يقوم به المستخدمون ، مثل هذا المثال: يمكن للمستخدمين كتابة أفكار جديدة في تطبيق تدوين الملاحظات ، والذي يمكن إرساله كحدث مخصص ، ويمكن للمطورين الاستفادة من تلك الأفكار. يمكن أن يحدث هذا لأن ملكية المحتوى عادة ما تكون غير واضحة في القانون.
إذا لم تكن هوية المستخدم محمية ، فهناك المزيد من المخاطر ؛ على سبيل المثال ، خطر نشر معلومات خاصة عن المستخدمين على الإنترنت.
في أقصى الحدود ، هناك خطر أن تقوم الحكومات بجمع الكثير من المعلومات الخاصة ، الآن بعد أن تمنح الحكومات نفسها صلاحيات أكبر للوصول إلى معلومات المواطنين.